# Hamdani
Hamdani, en arabe االحمداني (hamdānī), est l'une des lignées majeures du cheval pur-sang arabe reconnues par les Bédouins, d'origine syrienne. Cette lignée est présente de nos jours en Iran et en Tunisie. Les chevaux Hamdani sont plus grands et sportifs que les autres lignées du cheval arabe, et présentent un profil plus droit.

## Terminologie
Il existe des variantes dans la transcription de l'arabe االحمداني (hamdānī), notamment Hamdaniyya et Hamdanieh.

## Histoire
La lignée Hamdani a été identifiée comme étant l'une des cinq lignées de purs-sangs issues des Al Khamsa, les cinq juments à l'origine de la race arabe à l'origine des cinq lignées arabes reconnues par les Bédouins, bien que cette lignée ne soit pas représentée dans toutes les listes réduites à cinq : elle est parfois citée en sixième position d'une liste de sept.
La famille Hamdaniyya, qui a donné son nom à la lignée de purs-sangs, est à l'origine une dynastie régnante en Syrie et à Mossoul. Abu al-Fath al-Iskandari fournit un long texte à propos du fondateur de la dynastie des Hamdaniyya vers 964, témoignant d'une grande connaissance de la langue arabe et de l'élevage du cheval.

## Description
Cette lignée arabe est assez ordinaire dans son apparence, mais athlétique, et pourvue d'une ossature solide, donnant un type masculin. Le profil est moins concave que chez les autres lignées de chevaux arabes, et tend plutôt à la rectitude,. C'est l'une des plus grandes lignées de chevaux arabes en taille, puisque les sujets toisent jusqu'à 1,57 m. En moyenne, la taille des sujets tunisiens est toutefois de 1,48 m chez les juments et de 1,50 m chez les mâles, pour un poids respectif de 400 et 420 kg. Le poids de naissance du poulain est de 50 à 55 kg, selon le sexe. Le taux de fécondité de la jument est de 70 %, et le taux de mortalité de 10 % dans la jeunesse.
Les robes les plus communes sont le gris et le bai, cependant des sources plus anciennes indiquent que la lignée n'était pas baie, mais uniquement grise ou « blanche ».
Une étude a été publiée en 2011 concernant la consanguinité des chevaux de lignée Hamdani élevés en Iran. Le coefficient de consanguinité des 340 chevaux analysés est de 3, soit davantage que chez la plupart des autres lignées élevées dans ce pays, notamment Abeya (1,8) et Saklawi (2,6).

## Utilisations
En Iran, cette lignée est élevée pour les sports équestres.

## Diffusion de l'élevage
En Iran, la lignée Hamdani est présente dans le Khouzistan, la région de Kerman, celle de Yazd, celle de Fars, et celle de Téhéran. Dans le Khouzistan, le prestige des chevaux s'évalue en fonction de la famille qui a élevé leur lignée : les chevaux Hamdani des Al-e-Kassir sont considérés comme particulièrement prestigieux.
En Tunisie,, le recensement de 1992 signale moins de 1 300 chevaux, dont 400 juments poulinières et 30 étalons, ainsi qu'une tendance à l'accroissement du cheptel grâce à l'usage de l'insémination artificielle.

#### Étude
- [Gharahveysi et Irani 2011] (en) Shahabodin Gharahveysi et Mehrdad Irani, « Inbreeding Study on the Iranian Arab Horse Population », World Journal of Zoology, vol. 6, no 1,‎ 2011 (ISSN 1817-3098, lire en ligne).